# Kander e Ebb
Kander e Ebb foi uma famosa dupla de músicos estadunidenses. Era formada pelo compositor John Kander (18 de março de 1927) e pelo letrista Fred Ebb (8 de abril de 1928 – 11 de setembro de 2004). Conhecidos primeiramente por musicais da Broadway, Kander e Ebb também escreviam canções para filmes, a mais conhecida delas sendo o tema do filme New York, New York de Martin Scorsese, imortalizado na voz de Frank Sinatra. Foram indicados a dois Oscars, pelas canções dos filmes Funny Lady (1975) e Chicago (2002). Também foram responsáveis pelas canções da montagem original deste último na Broadway em 1975.